# Jesper Taaje
Jesper Taaje (Hemsedal, 25 ottobre 1997) è un calciatore norvegese, difensore dello Strømsgodset.

## Carriera

### Club
Taaje è cresciuto nelle giovanili dell'Hallingdal. Ha esordito in prima squadra, in 4. divisjon, in data 3 maggio 2013: ha sostituito Simen Andreas Hagberg Renslo nel pareggio per 0-0 arrivato in casa contro il Drafn. Il 4 agosto seguente ha trovato il primo gol, nella vittoria per 2-4 arrivata sul campo del Jevnaker 2.
Ad agosto 2016, Taaje si è trasferito al Kjelsås. Il primo incontro lo ha disputato in 2. divisjon, il 9 ottobre di quello stesso anno: ha sostituito Anders Osmunddalen nella sconfitta per 6-2 subita in casa del Tromsdalen.
Il 29 settembre 2020 è stato ufficializzato il suo trasferimento all'HamKam. Ha debuttato con la nuova casacca in data 7 ottobre, sostituendo Markus Solbakken e trovando il gol nella sconfitta interna per 2-3 subita contro il Jerv.
Il 19 febbraio 2021 si è trasferito al KFUM Oslo, per cui ha firmato un contratto triennale. L'esordio è arrivato il 15 maggio, schierato titolare nel pareggio per 1-1 arrivato in casa contro il Jerv. Il 12 giugno 2021 ha segnato il primo gol, nel 2-2 in casa del Grorud.
Il 21 gennaio 2022 si è accordato con il Sandefjord, in Eliteserien. Ha esordito il 3 aprile seguente, schierato titolare nella vittoria per 1-3 in casa dell'Haugesund. Il 21 maggio 2022 ha trovato il primo gol, nella sconfitta interna per 1-4 contro il Lillestrøm.
Il 18 gennaio 2024 è stato reso noto il suo passaggio allo Strømsgodset, per cui ha firmato un contratto quadriennale. Ha debuttato con la nuova maglia il 1º aprile, in occasione della sconfitta per 4-0 subita in casa del Molde. Il 21 aprile seguente ha trovato il primo gol, che ha sancito il successo per 0-1 sul campo della sua ex squadra dell'HamKam.

## Statistiche

### Presenze e reti nei club
Statistiche aggiornate al 6 luglio 2025.
| Stagione            | Club                | Campionato          | Campionato | Campionato | Coppe nazionali | Coppe nazionali | Coppe nazionali | Coppe continentali | Coppe continentali | Coppe continentali | Supercoppe | Supercoppe | Supercoppe | Totale | Totale |
| Stagione            | Club                | Comp                | Pres       | Reti       | Comp            | Pres            | Reti            | Comp               | Pres               | Reti               | Comp       | Pres       | Reti       | Pres   | Reti   |
| ------------------- | ------------------- | ------------------- | ---------- | ---------- | --------------- | --------------- | --------------- | ------------------ | ------------------ | ------------------ | ---------- | ---------- | ---------- | ------ | ------ |
| 2013                | Hallingdal          | 4D                  | 19         | 4          | CN              | 0               | 0               | -                  | -                  | -                  | -          | -          | -          | 19     | 4      |
| 2014                | Hallingdal          | 4D                  | 23         | 10         | CN              | 0               | 0               | -                  | -                  | -                  | -          | -          | -          | 23     | 10     |
| 2015                | Hallingdal          | 3D                  | 23         | 2          | CN              | 3               | 1               | -                  | -                  | -                  | -          | -          | -          | 26     | 3      |
| gen.-ago. 2016      | Hallingdal          | 3D                  | 12         | 2          | CN              | 1               | 0               | -                  | -                  | -                  | -          | -          | -          | 13     | 2      |
| Totale Hallingdal   | Totale Hallingdal   | Totale Hallingdal   | 87         | 18         |                 | 4               | 1               |                    | -                  | -                  |            | -          | -          | 91     | 19     |
| ago.-dic. 2016      | Kjelsås             | 2D                  | 1          | 0          | CN              | -               | -               | -                  | -                  | -                  | -          | -          | -          | 1      | 0      |
| 2017                | Kjelsås             | 2D                  | 9          | 0          | CN              | 1               | 0               | -                  | -                  | -                  | -          | -          | -          | 10     | 0      |
| 2018                | Kjelsås             | 2D                  | 26         | 4          | CN              | 2               | 1               | -                  | -                  | -                  | -          | -          | -          | 28     | 5      |
| 2019                | Kjelsås             | 2D                  | 24         | 3          | CN              | 2               | 0               | -                  | -                  | -                  | -          | -          | -          | 26     | 3      |
| gen.-set. 2020      | Kjelsås             | 2D                  | 12         | 0          | -               | -               | -               | -                  | -                  | -                  | -          | -          | -          | 12     | 0      |
| Totale Kjelsås      | Totale Kjelsås      | Totale Kjelsås      | 72         | 7          |                 | 5               | 1               |                    | -                  | -                  |            | -          | -          | 77     | 8      |
| set.-dic. 2020      | HamKam              | 1D                  | 12         | 2          | -               | -               | -               | -                  | -                  | -                  | -          | -          | -          | 12     | 2      |
| 2021                | KFUM Oslo           | 1D                  | 29+3       | 8+0        | CN              | 3               | 0               | -                  | -                  | -                  | -          | -          | -          | 35     | 8      |
| 2022                | Sandefjord          | ES                  | 27+2       | 2+0        | CN              | 3               | 0               | -                  | -                  | -                  | -          | -          | -          | 32     | 2      |
| 2023                | Sandefjord          | ES                  | 26         | 4          | CN              | 0               | 0               | -                  | -                  | -                  | -          | -          | -          | 26     | 4      |
| Totale Sandefjord   | Totale Sandefjord   | Totale Sandefjord   | 53+2       | 6+0        |                 | 3               | 0               |                    | -                  | -                  |            | -          | -          | 58     | 6      |
| 2024                | Strømsgodset        | ES                  | 28         | 1          | CN              | 3               | 0               | -                  | -                  | -                  | -          | -          | -          | 31     | 1      |
| 2025                | Strømsgodset        | ES                  | 9          | 1          | CN              | 1               | 0               | -                  | -                  | -                  | -          | -          | -          | 10     | 1      |
| Totale Strømsgodset | Totale Strømsgodset | Totale Strømsgodset | 37         | 2          |                 | 4               | 0               |                    | -                  | -                  |            | -          | -          | 41     | 2      |
| Totale              | Totale              | Totale              | 290+5      | 43+0       |                 | 19              | 2               |                    | -                  | -                  |            | -          | -          | 314    | 45     |